# Грешники (фильм, 2025)
«Грешники» (англ. Sinners) — американский мистико-фантастический фильм ужасов 2025 года. Режиссёр и сценарист — Райан Куглер. В фильме снимались Майкл Б. Джордан, Делрой Линдо, Джек О’Коннелл, Джейми Лоусон, Вунми Мосаку, Омар Бенсон Миллер, Хейли Стайнфелд, Ли Джун Ли, Лола Кёрк и Кристиан Робинсон. Название было раскрыто в сентябре 2024 года. Фильм вышел в кинотеатрах 3 апреля 2025 года. Дистрибьютор фильма — Warner Bros. Pictures. Рейтинг на агрегаторе 'Rotten Tomatoes' составляет 97 %.

## Сюжет
В 1932 году ветераны Первой мировой войны близнецы Дым и Пепел (в оригинале — Труба) Муры возвращаются в Кларксдейл, штат Миссисипи после многих лет работы на кланы чикагской мафии. Дым работал на ирландцев, Пепел — на итальянцев, что объясняют их костюмы: Дым в классическом английском твиде с острым козырьком, а Пепел — в итальянском красном крое с широкополой шляпой. Используя деньги, украденные у гангстеров, они покупают лесопилку у землевладельца-расиста Хогвуда, чей клан постепенно покидает округи, чтобы открыть джук-джойнт для местной чернокожей общины. Их кузен Сэмми, начинающий гитарист, присоединяется к ним, несмотря на предупреждения своего отца-пастора Джедидайи о том, что блюзовая музыка обладает сверхъестественной силой и рано или поздно приводит с собой самого Дьявола.
Близнецы нанимают пианиста Дельту Слима в качестве исполнителя, бывшую жену Дыма Энни в качестве повара, а местную китайскую пару лавочников Грейс и Бо Чоу в качестве поставщиков. Также полевого рабочего Початка они нанимают в качестве вышибалы.
Энни считает, что её практики Худу спасали когда-то близнецов на фронте, но Дым сомневается в этом, потому что Худу жены не смогло предотвратить смерть их маленькой дочери.
Пепел сталкивается со своей бывшей девушкой Мэри, которая обижается на Пепла за то, что он бросил ее, что, как позже утверждает Пепел, было сделано ради неё же, чтобы она могла выжить в тех местах.
Тем временем, иммигрант из Ирландии вампир Реммик укрывается от охотников на вампиров племени чокто у супружеской пары ку-клукс-клановцев, которых он затем превращает тоже в вампиров.
На открытии заведения Сэмми, Дельта Слим и Пёрлин — певица, в которую влюбляется Сэмми, — выступают на сцене. Музыка Сэмми имеет потустороннюю силу, что позволяет ей — помимо сознания исполнителя — вызвать духов прошлого и будущего и помочь им присоединиться к толпе.
Однако выступление привлекает также и Реммика с его компанией вампиров, которые предлагают деньги и музыку за вход. Дым, однако, заподозрив неладное, отказывается их впустить.
Близнецы понимают, что зависимость их покровителей от расписок компании делает невозможным получение прибыли заведением. Принимая в ходе рассуждения мысль о том, что заведению позарез нужен внешний доход, Мэри с надеждой выходит наружу и встречает там Реммика. Через некоторое время ему удаётся обратить её. Вернувшись внутрь, мёртвая Мэри соблазняет и убивает Пепла, выпивая из него кровь. Сэмми и Дым обнаруживают их; Дым стреляет в Мэри, но она остаётся невредимой и сбегает.
Снаружи Реммик превращает в вампира Початка. Дым срочно закрывает заведение раньше времени. Когда посетители и Бо Чоу выходят наружу, вампиры обращают их в своих. Ставший вампиром Пепел пробуждается, но убегает как ошпаренный после того, как Энни окропляет его соком маринованного чеснока. Энни понимает, что нападавшие — вампиры, и говорит выжившим, что только святая вода, солнечный свет, серебро или деревянные колья могут убить вампиров, а также рассказывает, что упыри не способны войти в здание без приглашения, и что убийство Реммика не спасет и не уничтожит тех, кого он уже обратил. Хотя Реммику становятся доступными воспоминания порабощённых им, их личности остаются всё же нетронутыми в своей глубине при этом.
Всё ещё не имея возможности войти в заведение, Реммик обещает уйти в обмен на Сэмми, чьё музыкальное дарование он хочет использовать, чтобы вызывать духов своего потерянного сообщества. Он искушает находящихся внутри здания пламенной речью о том, что вампиризм предлагает бессмертие, свободу и спасение от злоключений этого превратного мира, а также раскрывает тайну о том, что Хогвуд возглавляет местный расистский клан и планирует напасть на заведение на рассвете. Когда выжившие отказываются принять его доводы, Реммик угрожает напасть на Лизу, дочь Чоу, в их доме. Разъярённая и потерявшая от отчаяния разум Грейс приглашает вампиров в заведение, после чего начинается драка.
Грейс убивает Бо, но сама при этом погибает. Пепел кусает Энни, и тогда Дым ради спасения её души убивает жену; Мэри вне себя сбегает из заведения. Дельта Слим жертвует собой, чтобы Дым, Пёрлин и Сэмми смогли сбежать. Дым сражается и побеждает псевдо-Пепла, в то время как Реммик превращает в вампиршу Пёрлин.
Реммик ловит Сэмми у протекающей рядом реки и издевается над обрядом крещения, пытаясь утопить его в водоёме; Сэмми разбивает голову Реммика серебряным резонатором своей гитары, оглушая Реммика и его приспешников общей болью. Дым пронзает главного вампира колом; и тут как раз восходит солнце, а Реммик и его приспешники испепеляются его светом. Дым отправляет Сэмми домой одного, а затем сам расправляется с Хогвудом и всеми его людьми. Однако получает в ответ смертельную пулю в живот. Умирая, он видит духов Энни и их дочери.
Тем временем, несмотря на мольбы отца выбросить гитару и идти путём спасения, Сэмми всё же отправляется в Чикаго и становится знаменитым блюзовым музыкантом.
В 1992 году после того, как он закончил очередное выступление в блюзовом клубе, пожилого Сэмми навещают нестареющие Пепел и Мэри. Пепел рассказывает, что Дым пощадил его тогда в заведении с условием, что вампиры оставят Сэмми в покое. Отказавшись от предложенного парой бессмертия, Сэмми устраивает перед ними небольшое прощальное выступление. Когда они уже собираются уходить, Сэмми делает признание, что, несмотря на то, что его преследовала во снах всю жизнь та роковая ночь, тогда всё же был величайший день в его жизни, не считая неистовства вампиров. Пепел соглашается, так как тогда был последний раз, когда ему суждено было видеть родного горячо им любимого брата Дыма и солнце, — и единственный раз в жизни, когда он действительно чувствовал себя свободным и полным надежд.
В сцене после титров молодой Сэмми поёт блюз.

## Производство
В январе 2024 года, как сообщалось, что в разработке находится безымянный фильм с элементом историчности (по слухам, его действие происходит на юге в эпоху Джима Кроу и с участием нежити) от сценариста, режиссёра и продюсера Райана Куглера через его производственную компанию Proximity Media с давним сотрудником Майклом Б. Джорданом, которые должен был сыграть главную роль. Sony Pictures, Warner Bros. Pictures и Universal Pictures были в войне торгов за приобретение прав на распространение фильма, бюджет которого составил около 90 миллионов долларов. По данным The Hollywood Reporter, Warner Bros. дала фильму зелёный свет с бюджетом в 80 миллионов долларов, но окончательный бюджет вырос до 100 миллионов долларов. В обмен на права на распространение фильма Куглер просил у студий процент от валового кассового сбора, привилегию окончательного монтажа и право собственности на фильм через двадцать пять лет после его выхода. В следующем месяце Warner Bros. выиграла права на распространение фильма, присоединившись к условиям Куглера.
В апреле 2024 года Джек О’Коннелл был выбран на роль злодея фильма. Делрой Линдо, Джейм Лоусон, Омар Бенсон Миллер, Хейли Стайнфелд, Ли Цзюнь Ли и Лола Кирке были выбраны на нераскрытые роли. Вунми Мосаку была выбрана на роль возлюбленной Дыма. Яо, Майлз Кэйтон, Питер Дрейманис и Кристиан Робинсон были выбраны в следующем месяце. Холзи закончил чтение сценария для роли, которая досталась Стайнфелд.
Съёмки начались 14 апреля 2024 года в Новом Орлеане под рабочим названием Grilled Cheese и завершились 17 июля. Оператор Отем Дюральд использовала комбинацию камер IMAX (на 65-миллиметровой плёнке с кадровым шагом 15 перфораций) и Ultra Panavision 70 , сцены фильма чередуются соотоношениями сторон кадра 1,43:1 и 2,76:1. Kodak создала 65 мм версию своей Ektachrome 100D 5294 специально для производства, IMAX-версия (15 перфораций/кадр) использовалась для сцены воспоминаний. Было потрачено 67,6 миллионов долларов на съёмки в Луизиане. Сообщалось, что выделенный бюджет фильма в конечном итоге увеличился примерно до 100 миллионов долларов. Художник-постановщик фильма Ханна Бичлер признала, что то, как была спроектирована церковь в фильме, включало в себя перекрёстные балки, которые сделали жест «Ваканда навеки» как дань уважения Чедвику Боузману. Industrial Light & Magic, Storm Studios, Rising Sun Pictures, Base FX, Baraboom Studios, Light VFX и Outpost VFX создали визуальные эффекты фильма.